# (2914) Glärnisch
(2914) Glärnisch es un asteroide perteneciente al cinturón de asteroides descubierto el 19 de septiembre de 1965 por Paul Wild desde el Observatorio de Berna-Zimmerwald, Suiza.

## Designación y nombre
Glärnisch recibió inicialmente la designación de 1965 SB.
Más adelante se nombró por el Glärnisch, un macizo montañoso suizo cercano al observatorio de Berna-Zimmerwald.

## Características orbitales
Glärnisch orbita a una distancia media de 2,261 ua del Sol, pudiendo acercarse hasta 1,968 ua y alejarse hasta 2,555 ua. Tiene una excentricidad de 0,1298 y una inclinación orbital de 2,959°. Emplea 1242 días en completar una órbita alrededor del Sol.